# Harry Morgan (aktor)
Harry Morgan; właściwie Harry Bratsberg (ur. 10 kwietnia 1915 w Detroit, zm. 7 grudnia 2011 w Los Angeles) – amerykański aktor. Występował w roli pułkownika Shermana Pottera w serialu M*A*S*H. W 1980 roku Morgan otrzymał za tę rolę nagrodę Emmy w kategorii Najlepszy aktor drugoplanowy w serialu komediowym. Ponadto w latach 1975-83 był nieprzerwanie co roku nominowany do tej nagrody (łącznie 9 nominacji i 1 nagroda).
Zmarł w swoim domu w Los Angeles w wieku 96 lat.

## Filmografia
- Zdarzenie w Ox-Bow (1943) jako Art Croft
- Wielki zegar (1948) jako Bill Womack
- Droga do Yellow Sky (1948) jako Half Pint
- Pani Bovary (1949) jako Hyppolit
- Mroczne miasto (1950) jako żołnierz
- Zakole rzeki (1952) jako Shorty
- W samo południe (1952) jako Sam Fuller
- Arena (1953) jako Lew Hutchins
- Historia Glenna Millera (1953) jako Chummy MacGregor
- Daleki kraj (1954) jako Ketchum
- Za wszelką cenę (1955) jako Oley
- Herbaciarnia „Pod Księżycem” (1956) jako sierżant Gregovich
- Kto sieje wiatr (1960) jako sędzia Mel Coffey
- Cimarron (1960) jako Jesse Rickey
- Jak zdobywano Dziki Zachód (1962) jako gen. Ulysses Grant
- Frankie i Johnny (1966) jako pianista Cully
- Popierajcie swego szeryfa (1969) jako mjr Olly Perkins
- Popierajcie swego rewolwerowca (1971) jako Taylor Barton
- Rewolwerowiec (1976) jako szeryf Walter Thibido
- M*A*S*H (1972-83; serial TV) jako płk Sherman Potter (od 1975)
- Dziennik sierżanta Fridaya (1987) jako kpt. Gannon
- Wypadek w miasteczku (1994) jako sędzia Stoddard Bell
- Dzieciaki do wzięcia (1998) jako Saul Rubins

## Nagrody
- Nagroda Emmy 1980: M*A*S*H (Najlepszy aktor drugoplanowy w serialu komediowym)